# أبولو كروز
أبولو كروز، واسمه الأصلي ساجسو اوه (من مواليد 22 أغسطس 1987) هو مصارع أمريكي محترف، والمعروف باسم ابولو كروز. موقع حاليا في WWE، تحت اسم ابولو كروز في القسم رو.
بدأ حياته المهنية في عام 2009، وباسمه الاصلي وقدم له فرصة التوقيع مع الاتحاد الياباني في عام 2011، عندما تم التوقيع عليه من قبل الترويج التنين بوابة الولايات المتحدة الأمريكية، وهو ما أدى أيضا له في أول رحلة له إلى اليابان للعمل لبوابة التنين. في عام 2015، وقعت اوه مع WWE وكان في عرض المواهب الشابة NXT، حيث حصل على اسم أبولو كروز. تمت ترقيته إلى قائمة الرئيسية الدائمة WWE في 4 أبريل 2016.القامة: 6 قدم 1 (1.85 م)، وزنه 240 رطل (110 كجم)، كروز هو معروف على حد سواء باعتباره مصارع يستطيع الطيران عاليا وهو مشهور بحركاته البهلوانية فوق الحلبة.

## النشأة
ولد في سكرامنتو، كاليفورنيا، ولكن كروز تربى وترعرع في اتلانتا، جورجيا وسقط في وقت مبكر في حالة حب مع مصارعة المحترفين، وكان معجبا بنجوم المصارعة من أمثال مثل ستون كولد ستيف أوستن، وذا روك وخصوصا المخضرم كرت أنجل. ذهب إلى المدرسة الثانوية العسكرية، وبدأ ممارسة مختلف الألعاب الرياضية، بما في ذلك هواة المصارعة، كرة القدم، كرة القدم وسباقات المضمار والميدان، على حد سواء متنفسا وسيلة لـ«الابتعاد عن الحياة العسكرية». في حين أن التدريب الوزن في المدرسة الثانوية، وحصل على لقب «الأمة»، وعندما لاحظ مدربه انه «قويا كما كان أمة واحدة».

## احتراف المصارعة
بعد ان انهى دراسته الجامعية، حصل على وظيفة تدريبية في المصارعة. [12] بدأ التدريب في سن ال 21 وتدرب تحت يد كورتيس هورج في وكان يمارس المصارعة الحرة كان يمارسها في اتلانتا جورجيا. بعد إجراء له المصارعة لأول مرة تحت اسم جاسنوس اوة في 17 أغسطس 2009، أمضى أكثر من سنة العمل أساسا للترقيات صغيرة على حلبة مستقلة، ولكن أيضا جعل الرحلات إلى مقرها تكساس هيوستن.

## صعودة الي القسم سماكداون 2016-(الوقت الحاضر)
و في أبريل 2016، كان أول ظهور له في عرض الرو وهزم تايلر بريز. ثم دخلت كروز في عداء مع المنبوذون الاجتماعيون، وهزيمة كل عضو من أعضاء مستقرة، وبلغت ذروتها في مباراة يوم 18 أبريل من عرض الرو. قبل المباراة، وافق كروز للانضمام إلى المنبوذون الاجتماعية إذا أي عضو من أعضاء مستقرة يمكن إلحاق الهزيمة به. وكجزء من الاتفاق، وافق المنبوذون الاجتماعية أيضا لمغادرة كروز وحده إذا فاز في المباراة. هزم كروز هيث سلاتر لإنهاء الخلاف. عان ابولو أول خسارة له على القائمة الرئيسية في 23 مايو من عرض الرو، وخسارته امام كريس جيركو للتصفيات المؤهلة لمباراة المال في المصرف 2016. ويبرر خسارة في هجوم قبل المباراة شيمس "على كروز، بدء عداء بين شيمس وكروز. وواجه شيمس كروز ونجح ابولو كروز من الحاق الهزيمة بالمحارب السلتي شيمس
في 19 تموز، تم اختيار ابولو كروز ليكون في القسم سماكداون على يوليو 26 سماكداون، فاز كروز بمعركة ملكية لمن سيكون المتحدي السادس لبطولة العالم ضد دين امبروز في سمر سلام. في وقت لاحق أن الحلقة نفسها، وتأهل بين المنافسين الستة وهم جون سينا ودولف زيجلر وبارون كوربن، والتي تضمنت أيضا أي جاي ستايلز، وبراي وايت. في الأسبوع التالي، هزم كروز كوربن وكاليستو ليصبح المنافس رقم 1 لبطولة WWE للقارات. تلقى كروز مع غريمه ذا ميز على اللقب لكنه خسر. ابولو كروز هزم ميز في مباراة ليست على اللقب في تكريم الجيش 2016، مما أدى إلى مباراة اللقب في 20 ديسمبر سماكداون، حيث احتفظ ميز بلقبه.

## وصلات خارجية
- أبولو كروز على موقع IMDb (الإنجليزية)
- أبولو كروز على موقع قاعدة بيانات الفيلم (الإنجليزية)
- أبولو كروز على موقع دبليو دبليو إي (الإنجليزية)
- أبولو كروز على موقع CageMatch worker (الإنجليزية)
- أبولو كروز على موقع قاعدة بيانات المصارعة على الإنترنت (الإنجليزية)
- أبولو كروز على موقع عالم المصارعة على الإنترنت (الإنجليزية)
- أبولو كروز على موقع عالم المصارعة على الإنترنت (الإنجليزية)

- ـ crews/ ابوللو كروز في موقع WWE